# 영주 흑석사 석조여래좌상
영주 흑석사 석조여래좌상(榮州 黑石寺 石造如來坐像)은 대한민국 경상북도 영주시 이산면 석포리, 흑석사에 있는 남북국 시대 신라의 석불이다.
1980년 9월 16일 대한민국의 보물 제681호 흑석사석조여래좌상(黑石寺石造如來坐像)로 지정되었다가, 2010년 8월 25일 현재의 명칭으로 변경되었다.

## 개요
흑석사 부근에 매몰되어 있던 것을 발굴하여 모셔놓은 석조여래좌상으로 불상을 안치하는 대좌(臺座)와 온 몸에서 나오는 빛을 형상화한 광배(光背)는 옆에 따로 놓여있다.
얼굴에는 양감이 적절하고 전체적으로 은은한 미소가 감돌고 있다. 신체는 안정감이 있어 보이지만 어깨가 약간 움츠려 들었고, 무릎 폭이 좁아진 점 등에서 통일신라 후기의 특징이 나타난다. 양 어깨를 감싸고 있는 얇은 옷은 자연스러운 주름을 형성하며 양 발 앞에서 부채꼴 모양으로 흘러내리고 있다.
대좌는 8각으로 상대석이 없고 중대석·하대석만 남아 있는데 하대석에는 연꽃무늬가 장식되어 있다. 광배는 머리광배와 몸광배를 구분해서 연꽃무늬와 구름무늬를 표현했으며, 가장자리에는 불꽃무늬를 도드라지게 새겨넣었다.
장식적인 대좌와 광배의 표현으로 미루어 9세기의 석불좌상 양식을 이어받은 귀중한 작품이다.

## 참고 자료
- 영주 흑석사 석조여래좌상 - 국가유산청 국가유산포털